# Vítor Baía
Pour les articles homonymes, voir Baía.
Vítor Baía, de son nom complet Vítor Manuel Martins Baía, né le 15 octobre 1969 à São Pedro da Afurada dans le district de Porto, est un joueur de football portugais évoluant au poste de gardien de but. Il est vice-président du FC Porto depuis juin 2020.
Surnommé « O modelo », il est considéré comme le meilleur gardien portugais de tous les temps.

## Biographie

### En club
Il est le gardien de but portugais le plus emblématique de ces dernières années. Sa carrière aura été marquée par une fidélité presque sans faille à son club de toujours, le FC Porto où il fait ses premières armes et gagne cinq fois le Championnat du Portugal, deux fois la Coupe du Portugal et quatre fois la Supercoupe du Portugal avant d'aller tenter sa chance ailleurs comme ses compatriotes Rui Costa mais surtout Luís Figo et Fernando Couto qu'il va retrouver à son étape suivante.

#### Le Barça
En 1996, il est débauché par le FC Barcelone où il arrive dans les bagages de l'entraîneur anglais Bobby Robson, qui venait juste de quitter le FC Porto qu'il entraînait la saison précédente. Dès sa première saison il gagne la Coupe du Roi et la Coupe des Coupes. L'arrivée de l'entraîneur néerlandais Louis van Gaal va changer la donne, même si cette année-là il remporte le Championnat d'Espagne, et de nouveau la Coupe du Roi. Dès lors, la situation va se compliquer pour Baia qui va de blessures en prestations difficiles et ne résistera pas à la vague orange imposée par l'entraîneur. Il sera remplacé par le néerlandais Ruud Hesp et ne faisant plus partie des plans du Barça, il quitte la Catalogne fin 1998 pour revenir sur les rives du Douro.

#### Le retour à Porto
Affublé du no 99 (comme l'année de son retour au FC Porto), il va repartir pour un cycle de victoires puisque cette année-là il remporte pour la 6e fois le Championnat du Portugal et pour la 5e fois la Supercoupe du Portugal. En 2000, il fait un beau parcours avec le club qui arrive en quart de finale de la Ligue des champions où il échoue contre le Bayern Munich. Cette année-là il remporte néanmoins sa 3e Coupe du Portugal. Lors de la saison 2000/2001, le club remporte la Coupe du Portugal et la Supercoupe du Portugal.
Mais le plus beau reste à venir avec l'ère Mourinho (arrivé en cours de saison 2001/2002) notamment lors de la saison 2002-2003 où le club réalise un quadruplé historique en remportant le Championnat du Portugal, la Coupe du Portugal, la Coupe UEFA et la Supercoupe du Portugal.
La saison 2003/2004, est encore plus exceptionnelle, avec à la clé un autre quadruplé, pour la 1re fois il soulève le trophée de la Ligue des champions, le Championnat du Portugal, la Supercoupe du Portugal ainsi que la Coupe intercontinentale. Il gagne encore les championnats 2005-2006 et 2006-2007, ainsi que la Coupe du Portugal et la Super Coupe du Portugal en 2006.

### En équipe nationale
Il est sélectionné pour la 1re fois en match amical le 19 décembre 1990 pour jouer contre les États-Unis, match que le Portugal remporte 1-0 à Maia. Il ne devient réellement titulaire (et capitaine) qu'à partir de 1994 et la campagne de qualification pour l'Euro 1996, qui le mène en Angleterre puisque l'équipe se qualifie pour la phase finale et échoue contre la République tchèque (futur finaliste) en quart de finale (1-0 grâce à un lob de Karel Poborský).
La campagne de qualification pour la Coupe du monde 1998 est un échec puisque la Seleção termine 3e de son groupe éliminatoire derrière l'Allemagne et l'Ukraine.
Oublié l'échec de 1998, l'équipe se qualifie pour l'Euro 2000 en Belgique et aux Pays-Bas et réalise un parcours fabuleux avant d'échouer face à la France en demi-finale, après un but en or, sur penalty, pendant les prolongations.
Ayant été blessé pendant la majeure partie de la phase éliminatoire de la Coupe du monde 2002, assurée notamment par Ricardo et Quim, il est néanmoins confirmé en tant que no 1 pour la phase finale par le sélectionneur António Oliveira. Mais le tournoi se révèle un désastre pour l'équipe qui ne passera pas le 1er tour. Le désastre de 2002 marque la fin d'une époque et scelle le destin de sa carrière internationale.
Malgré la victoire en Ligue des champions et en Championnat du Portugal, le sélectionneur brésilien Luiz Felipe Scolari nommé en 2003 à la tête de l'équipe nationale portugaise, n'a pas jugé bon de le retenir pour l'Euro 2004 qui s'est déroulé au Portugal. Il n'a pas été non plus retenu pour le Mondial 2006. Sa dernière sélection internationale a eu lieu lors d'un Angleterre-Portugal le 7 septembre 2002 à Birmingham (1-1).

### Vie privée
En 2004, il lance avec son épouse, Alexandra Rodrigues de Almeida, la Fondation Vítor Baía 99 destinée à venir en aide aux enfants et aux adolescents défavorisés.
En 2005, il publie son autobiographie intitulée "99 Vítor Baía".
Le 14 juin 2007, il annonce sa retraite de joueur professionnel de football et entre dans l'administration du FC Porto en tant que directeur des relations publiques. 
Le 10 juin 2008, il est fait officier de l'Ordre de l'infant dom Henrique par le président de la République portugaise.
En 2012, il annonce qu’il est en couple avec Andreia Santos, médecin nutritionniste. En 2018, de cette union, naît un garçon, Rodrigo. C’est le quatrième enfant de Vítor Baía.

## Palmarès

### En club
Vítor Baía est le 1er joueur le plus titré de l'histoire du football avec 33 trophées (11 championnats nationaux, 10 supercoupes nationales, 7 coupes nationales, 1 Ligue des champions, 1 Coupe UEFA, 1 Coupe des Coupes, 1 Supercoupe de l'UEFA et 1 Coupe intercontinentale). Il est devancé par Dani Alves (40 titres), Andrés Iniesta et Maxwell (37 titres).
Vítor Baía fait partie des 6 joueurs ayant remporté C1, la C2, la C3, la Coupe intercontinentale au moins une fois.
- Vainqueur de la Coupe intercontinentale en 2004 avec le FC Porto
- Vainqueur de la Supercoupe d’Europe en 1997 avec le FC Barcelone
- Vainqueur de la Ligue des champions en 2004 avec le FC Porto
- Vainqueur de la Coupe d'Europe des vainqueurs de coupe en 1997 avec le FC Barcelone
- Vainqueur de la Coupe de l'UEFA en 2003 avec le FC Porto
- Champion du Portugal en 1990, 1992, 1993, 1995, 1996, 1999, 2003, 2004, 2006 et en 2007 avec le FC Porto
- Champion d'Espagne en 1998 avec le FC Barcelone
- Vainqueur de la Coupe du Portugal en 1991, 1994, 2000, 2003 et en 2006 avec le FC Porto
- Vainqueur de la Coupe du Roi en 1997 avec le FC Barcelone
- Vainqueur de la Supercoupe du Portugal en 1990, 1991, 1993, 1994, 1996, 2001, 2003, 2004 et en 2006 avec le FC Porto
- Vainqueur de la Supercoupe d'Espagne en 1996 avec le FC Barcelone
- Finaliste de la Supercoupe d'Europe en 2004 avec le FC Porto

### ClassementMeilleur gardien de football de l'année (IFFHS)
- 1995 : 6e
- 1996 : 5e
- 1997 : 7e
- 1998 : 8e
- 1999 : 4e
- 2000 : 3e
- 2001 : /
- 2002 : /
- 2003 : 18e
- 2004 : 2e

### Distinctions personnelles
- Trophée "Foot-Reuch" du Meilleur gardien de but du championnat du Portugal en 1989 et en 1991
- Trophée de la Révélation de l'année du journal "Record"
- Élu Joueur portugais de l'année en 1989 et en 1991
- Dragão de Ouro du Footballeur de l'année en 1989
- Élu Meilleur gardien de but du championnat du Portugal en 2005
- Élu Footballeur de l'année du CNID en 1989 et en 1991
- Élu Meilleur joueur Hummel en 1990
- Prix de Régularité du Journal "A Bola" en 1990
- Prix Trevo de Ouro : Adidas
- Meilleur Joueur du Tournoi Phillips Cup en 1990
- Prix Gandula du meilleur gardien de but en 1991, en 1992 et en 1993
- Trophée du journal "Público" du Meilleur gardien de but de l'année en 1992, en 1993, en 1994, en 1998, en 1999 et en 2005
- Trophée du journal "Público" du Meilleur joueur de l'année en 1992
- Trophée du journal "Record" du Meilleur gardien de but de l'année en 1992
- Trophée du journal "Record" du Meilleur joueur de l'année en 1996
- Ballon d'or "A Bola" en 1992
- Gardien de but de l'année de "European Sports Magazine" en 1995
- Trophée du journal "A Marca" du Meilleur gardien de but en 1997
- Meilleur joueur du Tournoi du centenaire du F.C. Porto en 1993
- Élu Gardien de but le plus indispensable du championnat du Portugal en 1995
- Personnalité Nationale de l'année au "Gala Nacional do Desporto" en 1997
- Prix honorifique pour l'ensemble de sa carrière en 2003
- Élu Meilleur gardien de but UEFA en 2004
- Prix "Best Goalkeeper" de la FIFA du Meilleur gardien de but d'Europe en 2004
- Médaille du Mérite Sportif
- Trophée de la plus grande carrière footballistique de Superliga du Jornal Notícias
- Décoré de l'ordre de l'Infante D. Henrique à Viana do Castelo
- Prix de haut prestige de la Confederação do Desporto de Portugal (Confédération Portugaise de Sport)
- Meilleur gardien portugais de tous les temps et 3e meilleur gardien du monde d'après le magazine anglais FourFourTwo.

## Popularité
Vítor Baía détient le record d'invincibilité du Portugal (1191 minutes de septembre 1991 à janvier 1992), 5e meilleur temps en Europe et 11e meilleur temps dans le monde.
Il a une popularité particulière auprès des Portistas, pour sa carrière mais aussi pour son attachement au club bleu et blanc qu'il n'a quitté que pour un bref passage au FC Barcelone (2 saisons et demie).